# Robert Fulton
Robert Fulton (Lancaster County, SAD, 14. studenog 1765. – New York, 24. veljače 1815.), američki inženjer.
Rođen je na farmi u Little Britainu kod Pennsylvanije. Imao je tri manje sestre: Isabellu, Elizabeth i Mariju, te mlađeg brata Abrahama. Njegov otac, također Robert Fulton, koji je rođeni Irac, emigrirao je u Pennsylvaniju gdje se oženio s Mary Smith.
Mali Robert se oduvijek zanimao za mehaničke stvari. Naime, s 13 godina je napravio svoje vlastito veslo kotača koje je kasnije dodao na očev ribarski brod. Njegovi prijatlji su mu nadjenuli nadimak : "Quicksilver Boba" jer je kao dječak radio rakete i eksperimentirao s živom i mecima.
Naučio je skicirati s 17 godina i odlučio je postati umjetnik. Njegov otac, koji je umro kad mu je malom Robertu bilo osam, je bio blizak s umjetnikom Benjaminom Westom. Poslije ga je i Robert upoznao te su postali prijatelji. Fulton je ostao u Philadelphiji šest godina, gdje je slikao portrete i pejzaže, crtao kuće i strojeve te je bio u mogućnosti slati novac kući kako bi podržao svoju majku. Godine 1785. kupio je farmu na Hopewellu, u Pennsylvaniji za £ 80 gdje je preselio svoju majku i obitelj na nju. Dok je bio u Philadelphiji, upoznao je Benjamina Franklina i druge ugledne figure revolucionarnog rata. U dobi od 23 godine odlučio je posjetiti Europu.
Godine 1786. u Engleskoj upoznaje Jamesa Watta i počinje se baviti strojarstvom. Patentirao je strojeve za pređenje kudelje, izradu konopa, piljenje i poliranje mramora. Godine 1803. sagradio je parobrod (brzine 6 km/h) te parobrod "Clermont", a 1807. godine uspostavio je redovitu liniju na rijeci Hudson između New Yorka i Albanya. Sagradio je i "Demologos", prvi ratni brod na parni pogon. 
Robert Fulton preminuo je od tuberkuloze 1815. u New Yorku, gdje je i pokopan.

## Galerija slika
- Fulton predstavlja svoj parobrod N. Bonaparteu 1803.
- Izgled konstrukcije podmornice Roberta Fultona u presjeku, 1806.
- Nadgrobni spomenik Roberta Fultona u crkvi Trojstva u New Yorku
- Fultonova skulptura  u Muzeju Brooklyn, 1872.
- Mramorni kip Roberta Fultona, Statuary Hall Capitol SAD, 1878.÷1883.
- Poštanska marka Hudson-Fulton u znak sjećanja 1909.
- Poštanska marka u znak sjećanja (200 godišnjica), 1965.